# La tecnica e il rito
La tecnica e il rito (wörtlich „Die Technik und das Ritual“) ist ein von der RAI produzierter Fernsehspielfilm des ungarischen Regisseurs Miklós Jancsó, der 1972 in Italien entstand. Das Drehbuch entstand nach einer Idee von Jancsós damaliger Partnerin Giovanna Gagliardo. Zentrale Figur ist Attila der Hunne, allerdings nicht als historisch korrekte, sondern als abstrakte Gestalt, die die Macht verkörpert. Die Menschen, die den charismatischen Führer umgeben, sind ihm ausgeliefert, sie lieben und hassen ihn. Stilistisch entspricht dieser Film Jancsós übrigen Werken dieser Zeit.
In einer 1972 erschienenen Kritik nahm Positif Jancsó gegen jene Kritiker in Schutz, die meinten, sein Stil sei bloß noch selbstbezüglich; der Regisseur habe eben, wie viele andere auch, einen Stil, dessen Möglichkeiten er voll ausschöpfe. Dennoch reiche La tecnica e il rito nicht annähernd an Agnus dei und Roter Psalm heran, vielleicht, weil Jancsó die Kinoleinwand brauche und mit der Fernsehästhetik nicht zurechtkomme, vielleicht, weil ihm der Zugang zu den italienischsprachigen Schauspielern schwerfalle, vielleicht, weil auf sein gewohntes ungarisches Dekor angewiesen sei. Aus diesen Gründen tendiere der Film zu einer Abstraktion und einer Kälte, die häufig Monotonie erzeugten. Trotz einiger starker Momente verfehle er die Lebensfülle von Roter Psalm.